# 大漁旗

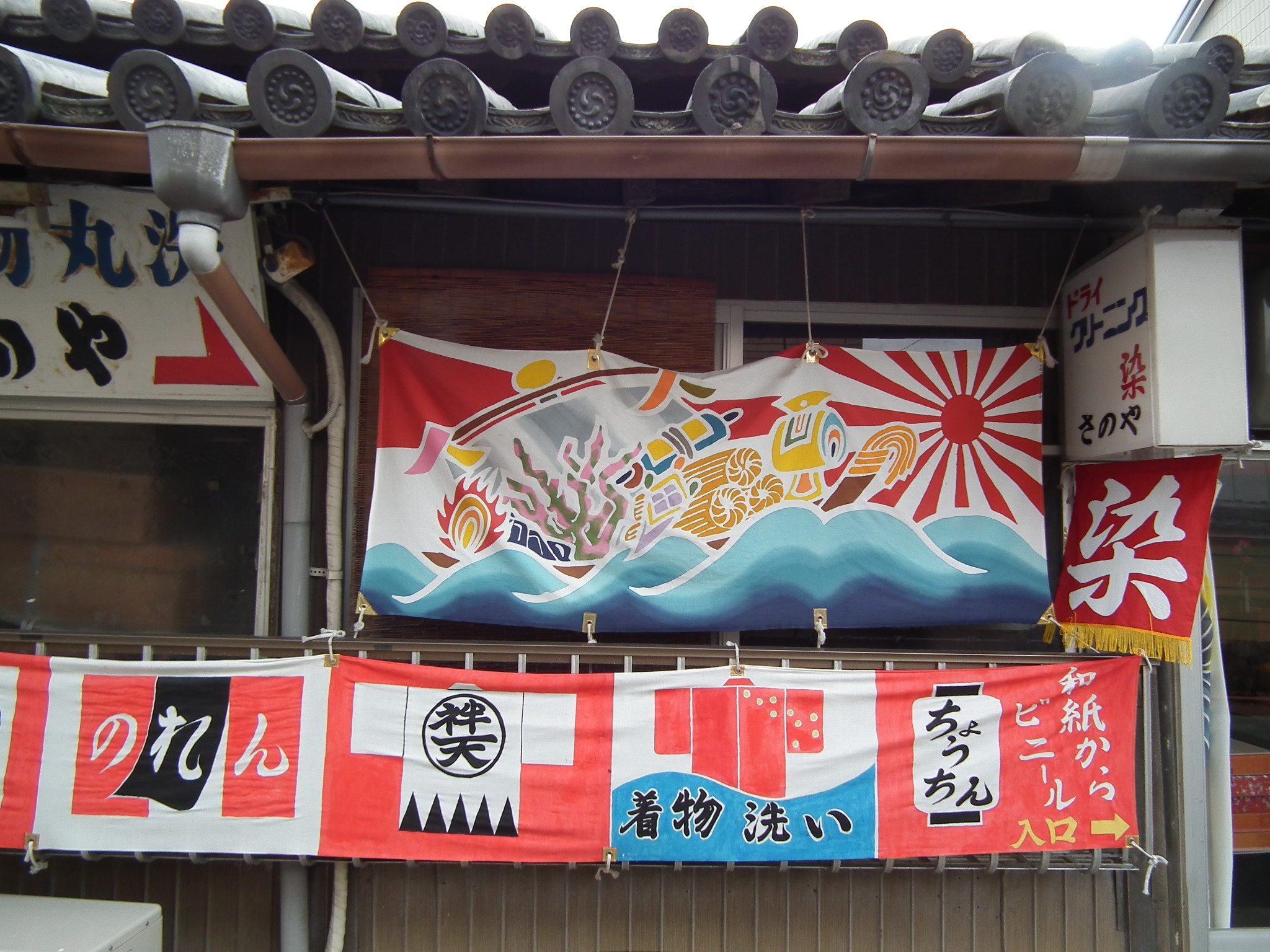
旗屋と大漁旗

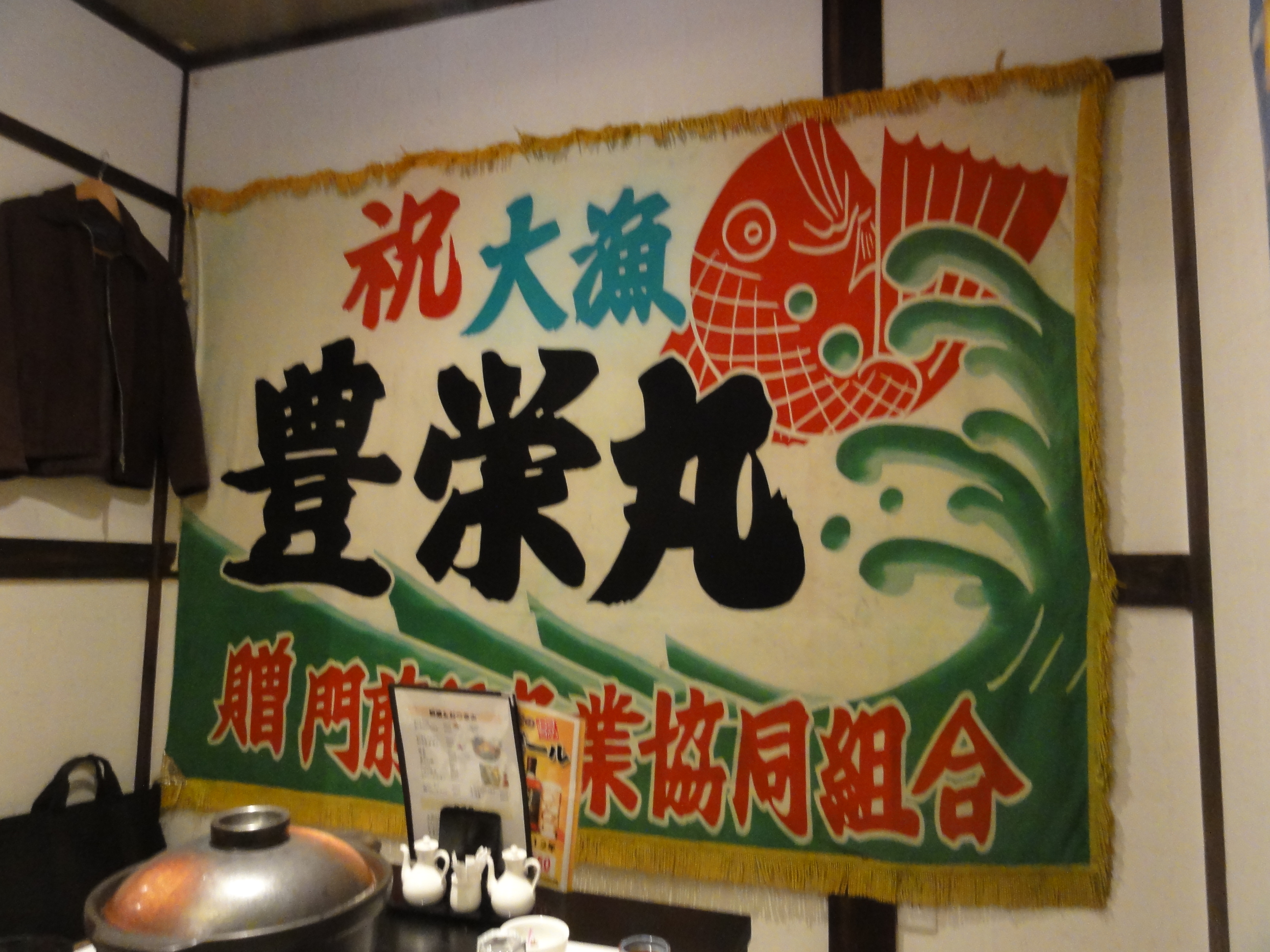
居酒屋にある大漁旗（2010年12月 石川県金沢市）。贈門前町漁業協同組合（輪島市）。

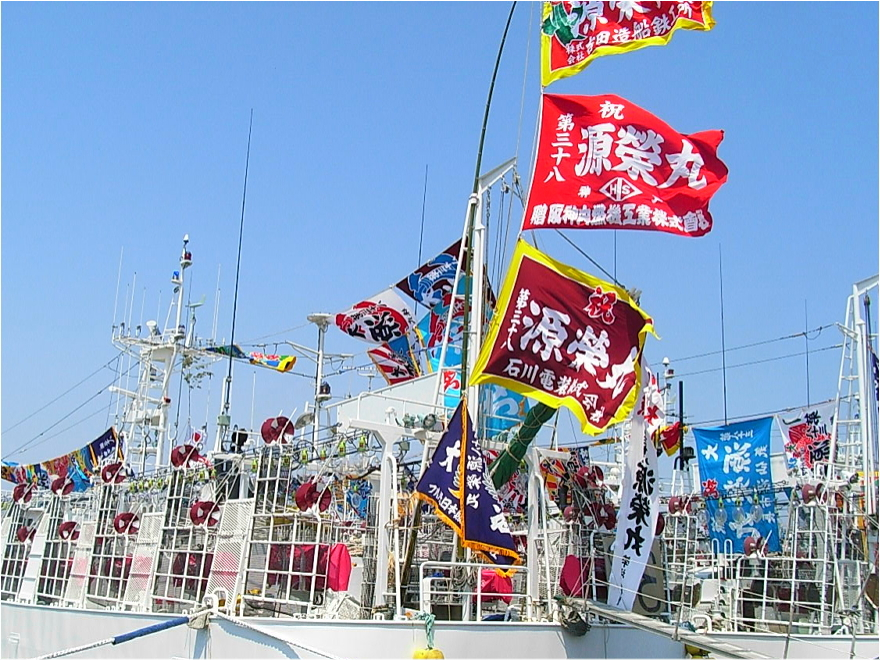
八戸漁港に停泊するイカ釣り漁船に掲げられた大漁旗（青森県 八戸港）

大漁旗（たいりょうばた、たいりょうき）とは、日本で漁に出た漁船が、大漁で帰港する際に船上に掲げる旗。地方によってマネ、フライキ（福来旗、vlag）とも呼ばれる。
デザインの多くは、海上からでもよく目立つよう、あるいは出産祝いに子供の初節句に飾り旗や祝い旗（祝旗）として家に飾るなど縁起を担ぐ目的で派手な色彩や大胆な構図で描かれることが多い。船名のほか、「大漁」「祝 大漁」などの文字、日の出（旭日）や魚、恵比寿、宝船などの絵柄などが描かれる。
基本となるデザインは50種ほど存在し、多くの場合進水式に併せて親戚や関係者などから寄贈される祝儀の一種であり、寄贈者の名が入れられている。

## 概説
大漁旗の起源については諸説ある。11世紀ごろの船印に由来し、豊漁の報償として船主が漁師に贈った晴れ着である万祝の図柄や技法を元に作られたという説がある。また、南北朝時代の瀬戸内において制海権を保持していた村上水軍が通行手形代わりに充てた旗を起源とする説がある。この説は漁民と通過する船舶を判別するため、漁民の旗と手形旗を異なる色にしたというものであるが、現在まで決め手となる有力な文献は出てきておらず、幾つもある村上伝説の四方山話の一つと見る向きが多勢である。同様の説として平家の落人が瀬戸内を船で逃れる際、漁民に成りすますために軍旗に様々な彩を施し、後にそれが大漁旗となったという奇説もある。
前述の奇説を除けば、1651年（慶安4年）伊勢国桑名の漁民が豊漁を知らせる旗を掲げたという旨の記録が残っており、はっきりとした起源は定かでは無いものの、江戸期中期には大漁旗に類似するものが使用されていた事が分かる。
「大漁」とは呼ばれるも、掲揚に決まりはないため全く獲れなくても揚げられ、漁港に海産物を降ろすときに陸地にいる人に対する目印の役割もある。現代では漁や祝い事に用いられる。船自体には出港式と寄港式などイベント時に掲げられる。送り迎えの人々が出迎えにも用いる。長寿や出産など新たな門出を祝う機会に飾られたり、震災後には復興を祈って催し物など復興の象徴に使われることも多い。
大漁旗は「フライキ」とも呼ばれ、オランダ語のvlagや英語のflagが語源だという説が有力である。
三陸沿岸では漢字で「福来旗」とも当てられて、漁船完成時や大漁・航海安全を祈願して船主に贈られてきた。2019年には7月27日から9月8日まで東日本大震災からの復興のシンボルとして親しまれている大漁旗を東北の被災3県から集めて展示するイベントが宮城県七ヶ浜町の七ヶ浜国際村で開催された。